# Ситница (Волынская область)
Ситница (укр. Ситниця) — село в Колковской поселковой общине Луцкого района Волынской области Украины.
До 2020 года входило в Маневичский район.
Код КОАТУУ — 0723686404. Население по переписи 2001 года составляет 605 человек. Почтовый индекс — 44665. Телефонный код — 3376. Занимает площадь 20,4 км².